# Osiedle Dojlidy, Białystok
Dojlidy là một trong những quận của thành phố Białystok ở Ba Lan, trước đây nó là một ngôi làng và vùng đất nông nghiệp. Quận cũng được biết đến với nhà máy bia, nhà máy sản xuất ván ép (Fabryka Sklejek Biaform SA) và ao cá Dojlidy và khu vực giải trí trên các hồ chứa của sông Trắng. Đến năm 1954, có một Gmina Dojlidy, sau đó nó được sáp nhập vào thành phố. Thuật ngữ Dojlidy có lẽ xuất phát từ tên của bộ lạc các dân tộc Baltic cư trú tại vùng đất này trong nhiều thế kỷ. Trái ngược với Bialystok, đến năm 1795 thì là một phần của Vương miện, Dojlidy, thuộc về Đại công tước Litva.

## Tiện nghi và không gian xanh
- Cung điện tân cổ điển Rüdigerów (thế kỷ 19) và công viên, hiện là trụ sở của chính phủ cho trường đại học hành chính công.
- Cung điện Neo-Renaissance Hasbacha (thế kỷ 19) có các văn phòng cho: 
  - Trung tâm nghiên cứu và tài liệu di tích khu vực
  - Văn phòng bảo vệ di tích khu vực tại Białystok
  - Hội thảo bảo tồn di sản Ba Lan SA, một bộ phận của Bialystok
  - Một khu định cư gần nhà máy Hasbacha
  - BOPystok WOPR
  - Tỉnh Podlaskie bởi WOPR
  - Hội khoa học của Bialystok
  - Câu lạc bộ kinh doanh của Podlaski
  - Quỹ cho phổi xanh Ba Lan
- Collegium Novum WSAP
- Bệnh viện huyện
- Sân bay thể thao Krywlany

```
Aeroclub của Bialystok
```

- Rừng và xã Solnicki
- Dojlidy (est. 1769)
- Nhà máy công nghiệp gỗ dán "Biaform"
- Nhà thờ. Chúa Kitô Vua
- Nhà thờ. Trái tim vô nhiễm của Đức Maria
- Nhà thờ chính thống. Thánh Ilia và nghĩa trang chính thống

- Ao Dojlidzkie
- Lagoon Dojlidy

```

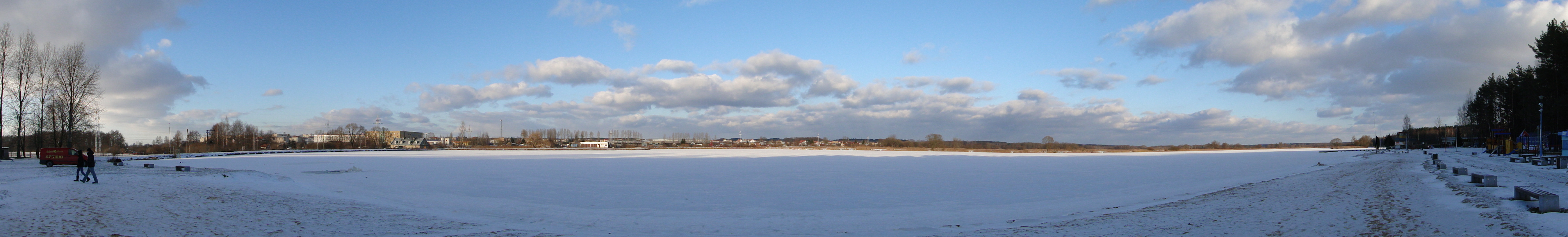
Zalew Dojlidy

* Câu lạc bộ thể thao MOSiR tại Urban Beach
* Phân bổ
```

- Thành phố xanh
- Văn phòng quận
- Trường trung học số 8 - st. Crane12
- Chi nhánh thư viện của Thư viện Podlaska số 11 (trong tòa nhà của trường cấp hai số 8) - st. Cẩu 12
- Trường nông nghiệp
- Trường công lập số 31, trường tiểu học số 52
- Trường trung học xã hội II, trường trung học số 1 xã hội
- Hiệp hội quần vợt "Stanley" của các sân quần vợt
- Chi nhánh cơ quan an ninh nội bộ tại Bialystok

## Mô tả về ranh giới các quận trước ngày 1 tháng 1 năm 2006
Từ ranh giới hành chính của cầu cạn thành phố, bởi Trung đoàn kỵ binh Quảng trường 10, của đường phố Nowowarszawskiej K. Tsiolkovsky, Nowowarszawską, Dojnowską đến biên giới hành chính của thành phố, dọc theo biên giới của khu rừng và bờ biển một mảnh bãi biển dọc theo đường phố, bao gồm nghĩa trang và nhà thờ Chính thống giáo, một đoạn đường như vậy, rồi một đoạn đường trên đỉnh Dojlidy, sau đó đến lối vào phía đông tới ao bia przybrowarnego, đường Solnička, và xa hơn, bao quanh Forest Solnicki, ranh giới hành chính của thành phố, trở lại cầu đường bộ.

## Đường phố và quảng trường nằm trong khu định cư (trước ngày 1 tháng 1 năm 2006)
Bartnicza, Beavers, Stork, Badger, Konstantin Tsiolkovsky-thậm chí 2 / 2-12C, Dojnowska-chẵn, Dojlidy Factory-lẻ, thậm chí từ năm 1913 đến cuối, Jaskolcza, Deer, Cormorants, Crete, Rabbit, Fr. Stanislaus suchowolca, Kuropatwiana, Swan, Elk, John Michalowski, Adam Mickiewicz xây dựng 106-lẻ, lẻ 95-95F, Săn bắn, Gấu, Nowowarszawska-lẻ 116-128, Pavia, thậm chí Plażowa-88 C-88 10 Trung đoàn Litva Litva, Lynx, Sarnia, sepia, nightingale, Sokol, chung-lẻ 2-14, lẻ 1-37 / 1, Đà điểu, Szpacza, Tiger, Viaduct-lẻ, Squirrel, Wolf, Hare, Rùa, Bison, Crane.